# 자크 로게
자크 장 마리 로게 백작(프랑스어: Jacques Jean Marie Rogge, Count Rogge, 프랑스어 발음: [ʁɔɡ], 문화어: 쟈끄 로거, 1942년 5월 2일~2021년 8월 29일)은 벨기에의 정형외과 의사 출신 스포츠인이다. 국제 올림픽 위원회(IOC)의 제8대 위원장을 역임했으며 IOC 명예 위원장(Honorary President)을 지냈다.
겐트(Ghent)에서 태어나 1968년부터 1976년 사이에 열린 세 차례의 하계 올림픽에서 요트 선수로 출전했다. 1991년에는 IOC 위원이 되었고, 1992년 벨기에의 보두앵 국왕으로부터 기사작위를 받았다.
2001년 7월 16일 모스크바에서 열린 IOC 총회에서 김운용 IOC부위원장과 경선 끝에 승리해 IOC 위원장에 선출되었으며, 2002년 백작으로 승작되었다. 8년 임기를 마친 후 재선에 성공하여 2013년까지 12년 동안 IOC 위원장으로 재임했다.
2013년 9월 7일, 아르헨티나 부에노스아이레스 부에노스아이레스 힐튼에서 열린 제125차 IOC 총회에서 2020년 하계 올림픽 개최지가 도쿄로 선정되었음을 발표했고, 국제 올림픽 위원회 위원장직을 토마스 바흐 부위원장에게 넘겨준 후 퇴임하였고 후에 IOC 명예 위원장으로 추대되었다.

## 생애
1942년 5월 2일 나치 점령기의 벨기에 겐트에서 태어났다. 예수회가 운영하는 사립학교인 신트바바라 학교와 겐트대학교에서 공부하였다.
로게는 자국에서 선수 활동으로도 유명하다. 벨기에 럭비 전국 챔피언 자리에 16차례나 올랐으며 요트 세계 챔피언 지위도 한차례 획득한 적이 있다. 1968년 하계 올림픽, 1972년 하계 올림픽, 1976년 하계 올림픽 요트 종목에서 핀급 경기에 벨기에 국가대표로 참가한 경력이 있다.
1989년에는 벨기에 올림픽 위원회의 위원장으로 취임하였고 같은해 유럽 올림픽 위원회 의장도 맡아, 각각 1992년과 2001년까지 역임하였다. 1991년에는 국제올림픽위원회 벨기에 위원이 되었으며 1998년에는 IOC 집행위 위원직에 올랐다. 1992년에는 알베르 2세로부터 기사 작위를, 2002년에는 백작 작위를 수여받았다.

### 국제올림픽위원회 위원장

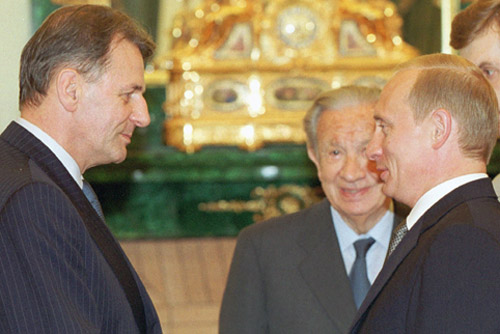
2001년 IOC 위원장으로 당선된 자크 로게, 후안 안토니오 사마란치 전 위원장, 블라디미르 푸틴 러시아 대통령.

2001년 7월 16일, 모스크바에서 열린 제112회 IOC 총회에서 1980년부터 IOC를 이끌어온 후안 안토니오 사마란치 위원장이 임기를 공식적으로 마치고, 뒤이은 위원장 선출 투표에서 자크 로게가 후보로 나섰다. 당시 자크 로게는 올림픽 규모 축소와 약물 추방, 인간성 회복을 공약으로 내걸어 IOC 위원들의 호감을 샀고, 김운용 IOC부위원장과 경선 끝에 신임 위원장으로 당선되었다.
이후 2002년 동계 올림픽에서는 IOC 위원장으로는 처음으로 올림픽 선수촌에 머무르며, 올림픽에 참가한 선수들과 보다 가까운 사이에서 즐거운 시간을 보내게 되었다.
2009년 10월 IOC 총회에서 자크 로게는 다시 한번 위원장으로 당선, 2013년 9월까지 이어질 두번째 임기를 시작하였다. 2011년 7월 6일 남아프리카 공화국 더반에서 진행된 IOC 총회에서는 2018년 동계 올림픽의 개최지로 대한민국 평창임을 발표하였다. 같은해 7월 27일에는 2012년 하계 올림픽을 일년여 정도 앞둔 상태에서 영국 런던의 트라팔가 광장에서 열린 기념행사에 참가해, 다가오는 올림픽 대회에 참가할 전세계 선수들을 초청하였다. 이 자리에서 앤 공주와 서배스천 코가 올림픽 메달을 공개하였으며, 데이비드 캐머런 총리와 보리스 존슨 런던 시장이 축사를 했다.
2011년 12월, 자크 로게는 니콜라 사르코지 프랑스 대통령으로부터 레지옹 도뇌르 수훈을 받았다. 같은 시기 《포브스》 지는 세계에서 가장 영향력 있는 인물 68위 중 67위에 자크 로게를 선정하였다.
2013년 9월 10일 부에노스아이레스에서 열린 제125회 IOC 총회에서 자크 로게의 임기를 마치고, 독일의 토마스 바흐가 신임 IOC 위원장으로 선출되었다. 퇴임 직후 자크 로게는 IOC 명예 위원장이 되었다.

### 퇴임 이후
2014년 2월 25일에는 영국의 프린세스 로열이 2012년 런던 올림픽에서의 공헌을 높이 사, 버킹엄 궁전에서 성 마이클 조지 훈장을 수여하였다.
2014년 4월 28일 자크 로게는 반기문 유엔 사무총장으로부터, 난민 사회의 어린이들이 평화와 화해, 안전, 건강, 교육, 성평등과 더욱 통합된 사회로 나아는 과정에서 스포츠가 하나의 도구로 작용할 수 있도록 돕는 역할을 하는 난민 어린이 스포츠 특사로 임명되었다. 2016년 10월에는 브뤼셀 영국학교가 그의 공적을 기리는 뜻에서 교내 신설 체육관의 이름을 자크 로게로 명명하기도 했다.
2021년 8월 29일 사망하였다.

## 비판

### 중국의 인터넷 검열
2008년 7월 중국 베이징에서 열린 2008년 하계 올림픽을 앞두고 자크 로게는 "사상 처음으로 외국 언론이 중국에서 자유롭게 보도하고 발행할 수 있게 될 것"이라며, 중국 정부의 인터넷 검열은 없을 것이라는 발언을 했다. 하지만 2008년 7월 30일, 케반 고스퍼 IOC 대변인이 이 발언을 철회하며, 실제로는 기자들에게도 인터넷이 검열되는 경우가 있을 것이라고 밝히면서 논란이 일었다. 고스퍼 대변인은 여기에 대해 자세히 들은 바는 없으나 IOC 고위 임원진 (하인 베르브루겐, 길버트 펠리 IOC 대회 감독관을 비롯한 로게 위원장 관계자)이 언론은 물론 IOC 내부의 다른 임원진들은 모르는 상태에서 중국 당국과 검열 허용에 대한 비공개 협의를 거쳤을 것이라고 밝혔다. 이후 로게 위원장은 그러한 만남은 전혀 이뤄지지 않았다고 부인하였지만, 인터넷 검열은 없을 것이라는 발언에 대해 중국 측으로부터 준수하겠다는 답변을 들었다는 해명은 하지 않았다.

### 볼트의 우승 관련 비판
2008년 베이징 하계 올림픽 남자 육상 100m에서 우사인 볼트가 우승한 뒤 취한 제스처와 기뻐하는 모습을 두고 "그런 식이라면 우리는 챔피언으로 보기 힘들다"며, "경쟁 선수들을 좀 더 존중하는 모습을 보여야 했다"고 발언하였다. 발언 이후 야후 스포츠의 칼럼니스트 댄 웨츨은 자크 로게 위원장을 "전형적인 앞뒤 꽉막힌 나으리" (a classic stiff-collared bureaucrat)라며, "(IOC는) 그동안 볼트 같은 선수로 수억씩 벌었으면서, 아직도 누구 한 사람 괴롭히지 못해 안달인가"라고 비판했다. 이후 아이리시 타임스와 인터뷰에서 자크 로게는 "조금 오해가 있었던 것 같다"며 "그가 뛰기 전이나 후나 별 문제는 없었다. 그저 경주하는 동안 그런 자세를 취하는 건 약간 무례한 것이 아닌가 싶었을 뿐"이라고 밝혔다.

### 뮌헨 참사 묵념 사건
영국 런던에서 열린 2012년 하계 올림픽 개막식 당시 뮌헨 올림픽 참사에서 사망한 이스라엘 올림픽 선수 11인을 기리는 묵념 행사가 진행되었는데 이때 자크 로게 위원장이 묵념을 거절해 논란이 되었다. 당시 희생자 11인의 가족으로부터 항의 요구가 들어왔고, 미국, 영국, 독일 측으로부터 정치적 압력도 받았으나 뜻을 굽히지 않은 로게 위원장은, "우리는 개막식이 그러한 비극적인 사고를 기억하기에는 부적합한 장소라고 본다"고 말했다. 이 같은 발언 직후 당시 뮌헨 참사에서 살아남은 이스라엘 원로 선수 샤울 라다니는 "이해할 수 없다. 이해 못 하겠다. 그리고 받아들일 수 없다"고 평했다. 로게 위원장은 이후 8월 6일 런던 길드홀에서 열린 추념식과 9월 5일 독일 퓌어슈텐펠트브루크 공군기지에서 열린 추모식에는 참여하였다.